# Matilde Powers
Matilde Powers, née le 8 avril 1982 à Horsens (Danemark), est une femme politique danoise, membre de la Social-démocratie.

## Biographie
Matilde Powers est infirmière de profession. Elle obtient ensuite un diplôme en promotion de la santé et en prévention en 2012, puis un master en promotion de la santé et stratégies de santé de l'université de Roskilde en 2016. Elle occupe alors des postes d'encadrement, avant de devenir en 2019 consultante en prévention pour la région Hovedstaden.
Engagée au sein de la Social-démocratie, elle se présente aux élections municipales de 2017 et entre au conseil municipal de Furesø, dont elle prend la présidence de la commission des affaires sociales et de la santé,. Elle est réélue pour un second mandat municipal en novembre 2021.
Elle est élue députée au Folketing lors des élections législatives du 1er novembre 2022.
En septembre 2024, elle prend la présidence de la commission parlementaire sur l'égalité.